# Alslev Sogn (Varde Kommune)
Alslev Sogn ist eine Kirchspielsgemeinde (dän.: Sogn) im südlichen Dänemark. Bis 1970 gehörte sie zur Harde Skast Herred im damaligen Ribe Amt, danach zur Varde Kommune im erweiterten Ribe Amt, die im Zuge der  Kommunalreform zum 1. Januar 2007 in der „neuen“  Varde Kommune in der Region Syddanmark aufgegangen ist.

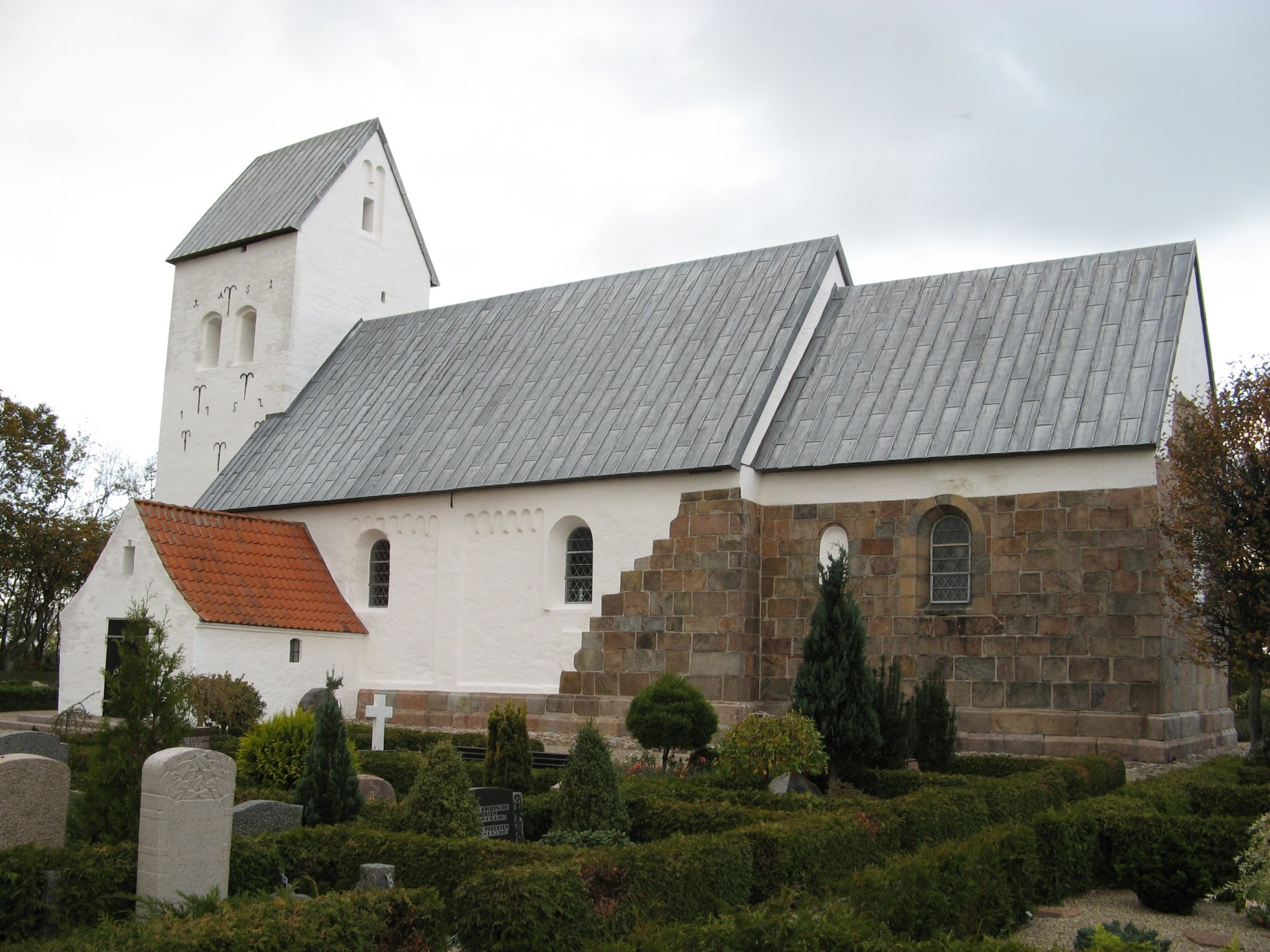
Alslev Kirke

Im Kirchspiel leben 1673 Einwohner (Stand:1. Januar 2023). Im Kirchspiel liegt die Kirche „Alslev Kirke“.
Nachbargemeinden sind im Nordwesten Janderup Sogn und im Nordosten Varde Sogn, ferner in der benachbarten Esbjerg Kommune im Osten Bryndum Sogn, im Süden Guldager Sogn und im Westen Hostrup Sogn.